# 曹鍈
曹 鍈（そう えい）は清末民初の軍人。北京政府、直隷派の軍人。字は子振。兄は曹錕、曹鋭。

## 事績
陸軍測量学堂を卒業後、東三省総督署参謀部で就職した。中華民国成立後の1912年（民国元年）、陸軍測量学校校長に就任する。その後は参謀部で軍歴を重ね、1917年（民国6年）の張勲復辟の際には、討逆軍参謀長をつとめた。戦後に第4混成旅旅長、山海関防備司令などを歴任している。
1920年（民国9年）7月の安直戦争にも参戦し、同年10月に第26師師長となった。1922年（民国11年）10月の第1次奉直戦争にも参戦し、1923年（民国12年）に陸軍上将に昇進した。1924年（民国13年）1月、熱河林墾督弁に就任している。同年9月からの第2次奉直戦争では、討逆軍（討奉軍）第4軍総司令として奉天派と戦った。しかし直隷派は敗北に終わり、呉佩孚とともに漢口の湖北督軍蕭耀南を頼って逃走した。
1926年（民国15年）3月19日、漢口の蕭耀南公邸で死去した。享年55。

## 注
1. ↑  徐友春主編『民国人物大辞典 増訂版』1631頁による。Who's Who in China 3rd ed., p.739は1873年とする。